# Башкирский государственный аграрный университет
Башкирский государственный аграрный университет (БГАУ) (баш. Башҡорт дәүләт аграр университеты (БДАУ)) — сельскохозяйственное высшее учебное заведение, расположенное в Уфе.

## История
Появился как Башкирский сельскохозяйственный институт согласно Постановлению Центрального Исполнительного Комитета и Совета Народных Комиссаров СССР от 23 июля 1930 года № 237. Институт разместился в здании закрытой Советской властью Уфимской духовной семинарии. Учебные занятия начались 1 октября того же года.
В 1941 г. Башкирский сельскохозяйственный институт был передан в ведение Наркомзема СССР и имел почтовый адрес: город Уфа, улица Карла Маркса, дом № 3.
В первые дни войны институт проводил на фронт более ста преподавателей и студентов. За годы войны было подготовлено и выпущено 176 агрономов и зоотехников.
К началу 1947 г. контингент студентов составил 533 человека, в том числе на агрономическом факультете — 237, зоотехническом — 156, ветеринарном — 140 человек.
В 50-70-е годы в институте сложились научные школы по химизации земледелия (профессор Ю. А. Усманов), почвоведению и качественной оценке земель (профессор С. Н. Тайчинов), оздоровлению животных от гельминтозов (профессор X.В.Аюпов), размещению и специализации сельскохозяйственного производства (профессор Ю. Д. Ступалов), физиологии пищеварения животных (профессор П. Т. Тихонов), разработке прогрессивных приемов ремонта сельскохозяйственной техники (профессор Г. С. Трофимов, доцент Э. Л. Левин, В. С. Ибрагимов), совершенствованию топливоподающих систем автотракторных двигателей (доцент Радик М. Баширов). Работали профессора И. Ф. Заянчковский, У. Г. Кадыров, В. И. Мозжерин, В. Н. Поляков, С. А. Ивановский.
1980 — за заслуги в подготовке высококвалифицированных специалистов для сельского хозяйства и развитие науки ВУЗ награждён орденом Трудового Красного Знамени.
В 1993 году получил статус университета Приказом Министерства науки, высшей школы и технологической политики РФ от 15 февраля 1993 г. № 23.
2001 — основан научный журнал «Вестник Башкирского государственного аграрного университета».
2011 — к Университету присоединен Башкирский институт переподготовки и повышения квалификации кадров АПК (ныне Институт дополнительного профессионального образования ФГБОУ ВО Башкирский ГАУ).
2013 — основан Российский электронный научный журнал БГАУ.

### Руководители
- 1930—1933 — Асадуллин Абдурахман Гиниятуллович.
- 1933—1937 — Гумеров Мидхат Назмутдинович.
- 1938—1939 — Егоров Леонтий Иванович.
- 1939—1941 — Гайнуллин Тажи Рафагутдинович.
- 1941—1943 — Пшеничный Павел Дмитриевич, награждён орденами Ленина, «Знак Почета».
- 1943—1950 — Рудько Конон Федосович.
- 1950—1951 — Смородин Георгий Степанович, награждён орденами Отечественной войны I и II степени, Красного Знамени.
- 1951—1954 — Ермолаев Алексей Константинович, награждён 2 орденами Трудового Красного Знамени, медалями.
- 1954—1964 — Соколов Александр Петрович, награждён орденами «Красного знамени», Отечественной войны I степени, 2 орденами Трудового Красного Знамени, медалями «За оборону Ленинграда», «За взятие Кенигсберга», «За победу над Германией».
- 1964—1973 — Бахтизин Назиф Раянович, награждён орденом «Знак Почета», медалями, «Отличник сельского хозяйства СССР», «Отличник высшего образования СССР».
- 1973—1983 — Байков Александр Михайлович, награждён орденами «Красного знамени», Отечественной войны I и II степени, «Красной Звезды», «Знак Почета», медалями, присвоено почетное звание «Заслуженный деятель науки РБ».
- 1983—1988 — Щепанский Олег Иванович, награждён медалью «За доблестный труд», присвоено почетное звание «Заслуженный экономист БАССР».
- 1988—1999 — Баширов Радик Минниханович, профессор, доктор технических наук, член-корреспондент Академии наук Республики Башкортостан, присвоены почетные звания «Заслуженный деятель науки России», «Заслуженный деятель науки Республики Башкортостан».
- 1999—2007 — Недорезков Владимир Дмитриевич, профессор, доктор сельскохозяйственных наук, награждён медалями «За трудовое отличие», «За заслуги в проведении Всероссийской переписи населения 2003 года», присвоено почетное звание «Заслуженный работник сельского хозяйства России».
- 2007—2008 — Гимаев Ильдар Раисович, доктор юридических наук, присвоено почетное звание «Заслуженный работник сельского хозяйства Республики Башкортостан».
- с 2008 г. — Габитов Илдар Исмагилович, профессор, доктор технических наук, присвоено почетное звание «Заслуженный деятель науки Республики Башкортостан».

## Факультеты и кафедры
Обучение ведется на 8 факультетах:
- агротехнологий и лесного хозяйства
- биотехнологий и ветеринарной медицины
- механики и цифрового инжиниринга
- природопользования и строительства
- энергетический
- пищевых технологий
- экономический
- заочного обучения